# آنتیموز
آنْتیمُزْ (به گرجی: ანთიმოზ) یا آنْتیمْ (به رومانیایی: Antim)، معروف به آنتیموز ایبریایی، کشیش، ادیب، خوشنویس و فیسلوف گرجی، یکی از بنیان گذاران اولین مطبوعات چاپی گرجستان (۱۷۰۹ میلادی) و اسقف اعظم والاچیا در رومانی بود.
آنتیموز از سن ۵۸ سالگی - از ۱۷۰۸ میلادی - بزرگترین شخصیت مذهبی رومانی در بخارست بود، تا اینکه در سال ۱۷۱۶ توسط سربازان امپراتوری عثمانی ترور شد.

## زندگی

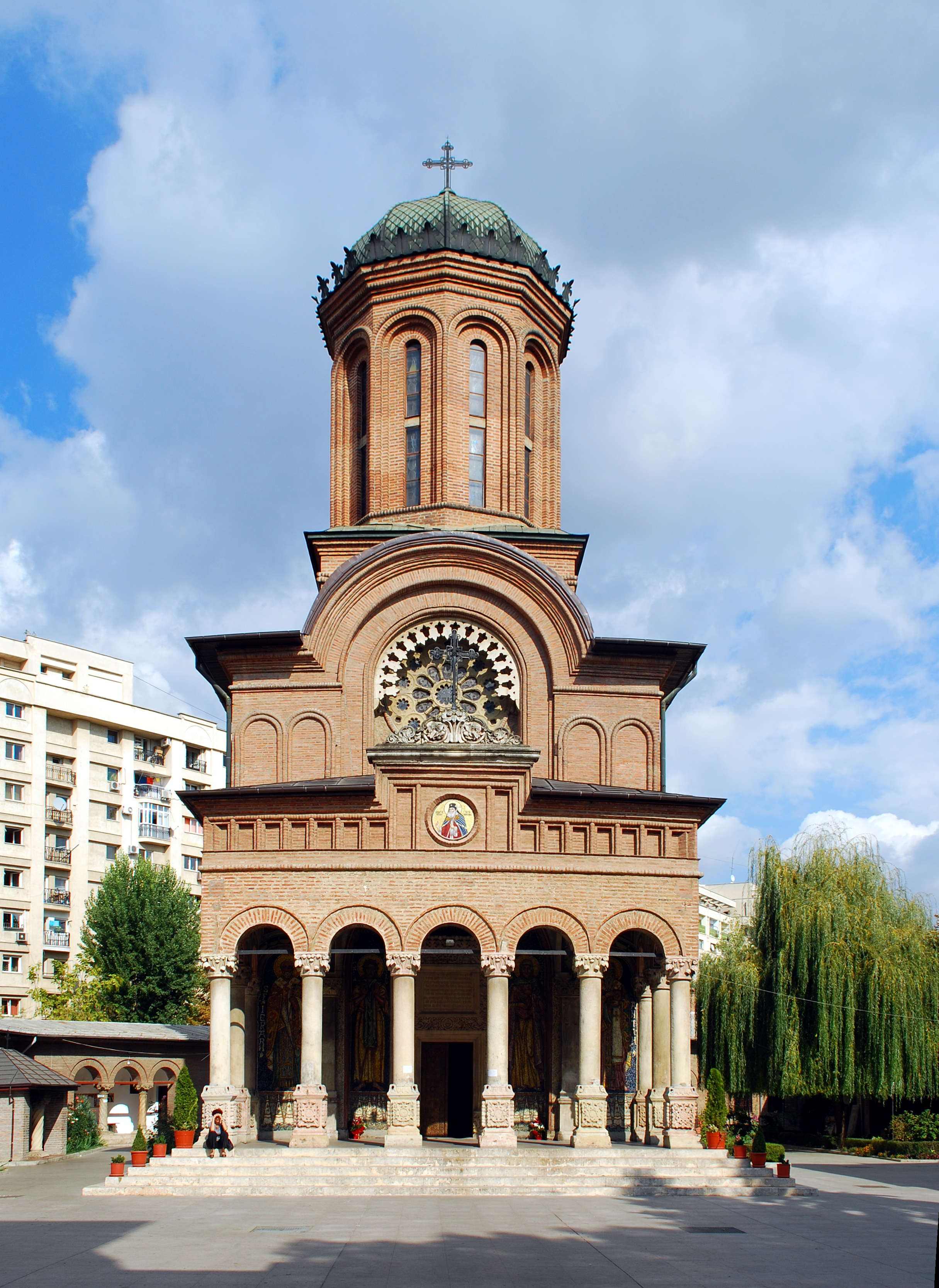
کلیسای آنتیموز در بخارست پایتخت رومانی

آنتیموز در سال ۱۶۵۰ میلادی، در پادشاهی گرجستان متولد شد، جایی که در میان مردم غرب هنوز به نام باستانی اش، ایبریا، معروف بود. آنتیموز به وسیلهٔ سربازان جماعت مذهبی امپراتوری عثمانی دستگیر شده و در حصر خانگی در منزل مطرانی قسطنطنیه در استانبول به سر می‌برد، تا اینکه در سال ۱۶۹۰ میلادی به دستور کنستانتین برانکووانو و به عنوان مسئول مطبوعات چاپی دربار، در والاچیا سکونت یافت. آنتیموز به عنوان کشیش ارشد کلیسای اسناگف، مطبوعات را به مکان دیگری منتقل نمود.
او در سال ۱۷۰۵ میلادی، اسقف شهر رمنیکو ولچا و در سال ۱۷۰۸ اسقف اعظم والاچیا شد. آنتیموز به چند زبان شرقی و اروپایی تسلط داشت. با اینکه او در رومانی یک غریبه محسوب می‌شد، اما خیلی زود به علوم زبان رومانیایی تسلط کامل پیدا کرد. او به رسمی شدن زبان رومانیایی در کلیسا کمک فراوانی کرد و پس از ۹ سال زندگی در رومانی در سال ۱۶۹۳ میلادی، انجیل و چند کتاب مذهبی دیگر را به رومانیایی منتشر کرد.
آنتیموز یکی از بنیان گذاران اولین مطبوعات چاپی گرجستان در سال ۱۷۰۹ میلادی (حدود ۳۰۰ سال پیش) بود. او همچنین هنر چاپ و برش حروف چاپی را به کارآموزان گرجی آموزش داد و همراه با یکی از شاگردانش به نام میهیال ایشتوانوویچ اولین نسخهٔ چاپی انجیل گرجی را در سال ۱۷۱۰ میلادی منتشر کرد. علاوه بر این، او ۲۵ کتاب دیگر به زبان‌های رومانیایی، یونانی و عربی به انتشار رسانده است.
دیداهیله اثر شخصی او، شامل کلکسیونی از موعظه‌هایی بود که اکثراً مضمون انتقادی نسبت به رفتارهای رایج آن زمان داشتند. او در کنار فعالیت‌های مذهبی مربوط به مسیحیت، کتاب مرجعی از فلسفهٔ دوران باستان ترتیب داده و منتشر کرد و همچنین به عنوان یک شخصیت مذهبی، کلیسای موسوم به کلیسای قدیسان را در شهر بخارست پایتخت رومانی ساخت که امروزه در بین مردم رومانی، به پاس زحمات او، به کلیسای آنتیموز معروف شده است.
مخالفت آشکار آنتیموز با حکومت عثمانی بر والاچیا باعث دشمنی دولت عثمانی با او شد و سرانجام نیکولاس ماوروکورداتوس دستور اسارت او و تبعیدش به کوه سینا را صادر کرد. آنتیموز در سال ۱۷۱۶ میلادی، هنگام سفر در مکانی در بلغارستان امروزی ترور شد و جسد او احتمالاً به یکی از رودخانه‌های ماریتسا یا توندزا انداخته شده باشد.
در سال ۱۹۹۲ میلادی، آنتیموز توسط کلیسای ارتدکس رومانیایی در زمرهٔ مقدسان شمرده شد و همچنین از سال ۲۰۰۲ میلادی، لیگ راگبی ای بین گرجستان و رومانی برگزار می‌شود که به یاد و احترام آنتیموز - که یک شخصیت گرجی در رومانی بود - لیگ آنتیموز نام دارد.